# 爱之路

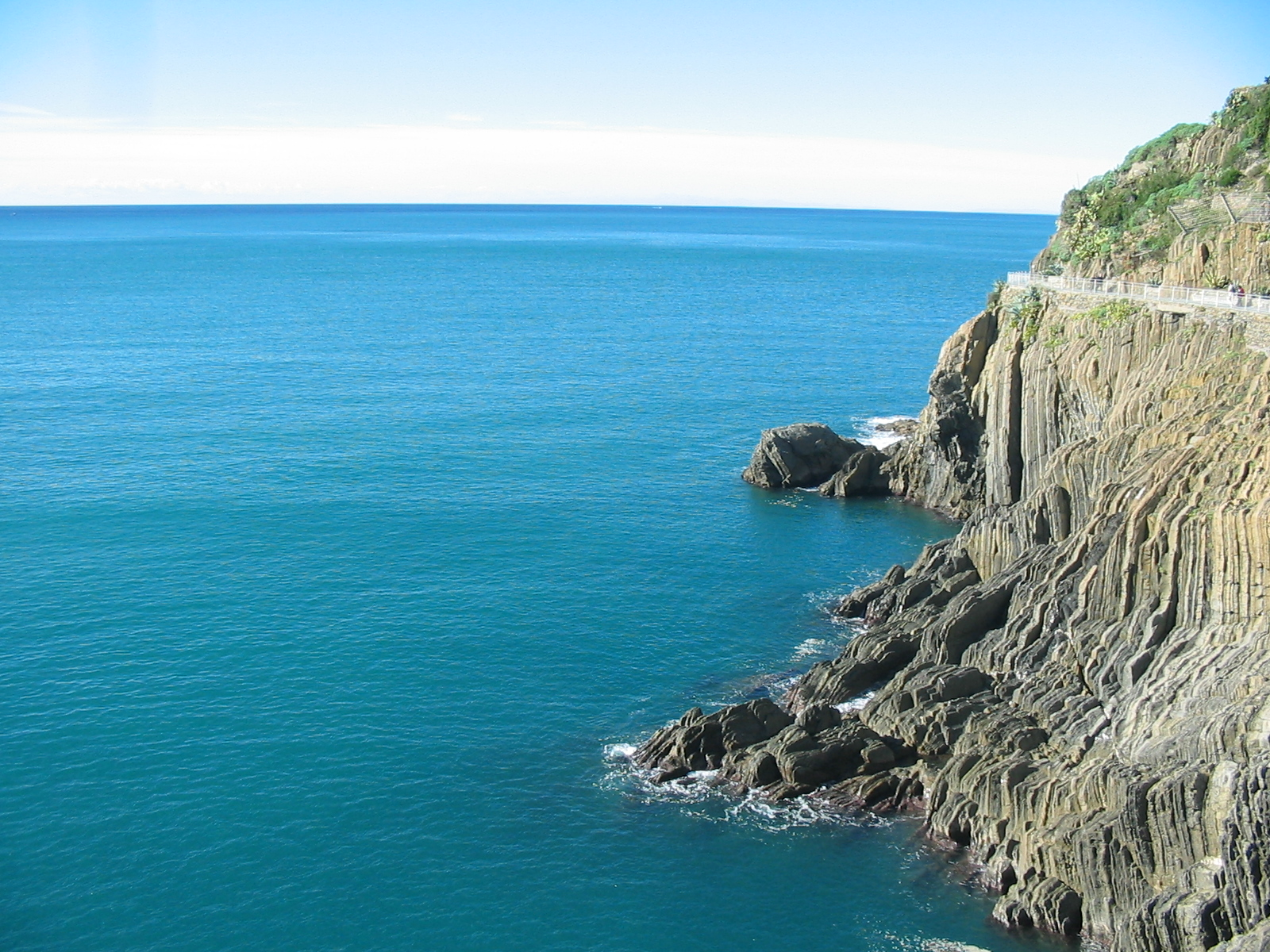
爱之路

爱之路（義大利語：Via dell'Amore）是意大利利古里亚大区五渔村地区的一条步行道，俯瞰大海，长1公里多，连接里奥马焦雷和马纳罗拉两村。它是五渔村国家公园最热门的徒步旅行路线蓝色小径（Sentiero Azzurro）的四个部分之一。
这条小路原为两村的年轻恋人私密的会面场所，因而得名。
这条路是该地区重要的观光景点，也是世界遗产项目五渔村国家公园的一部分。
在2012年9月24日，在此發生一起滾石擊伤4名游客的事故，隨後导致爱之路宣布关闭进行维修。到2015年，仅仅修復重開了200米。預計要到2019年修復工程才能完工。而根据2019年晚些时候的新闻报道，2019年秋季将开始修复这条小路，暂定重新开放日期为2023年春季。以目前的状态，修复这条路需要大型工程工程，估计成本超过1200万欧元。

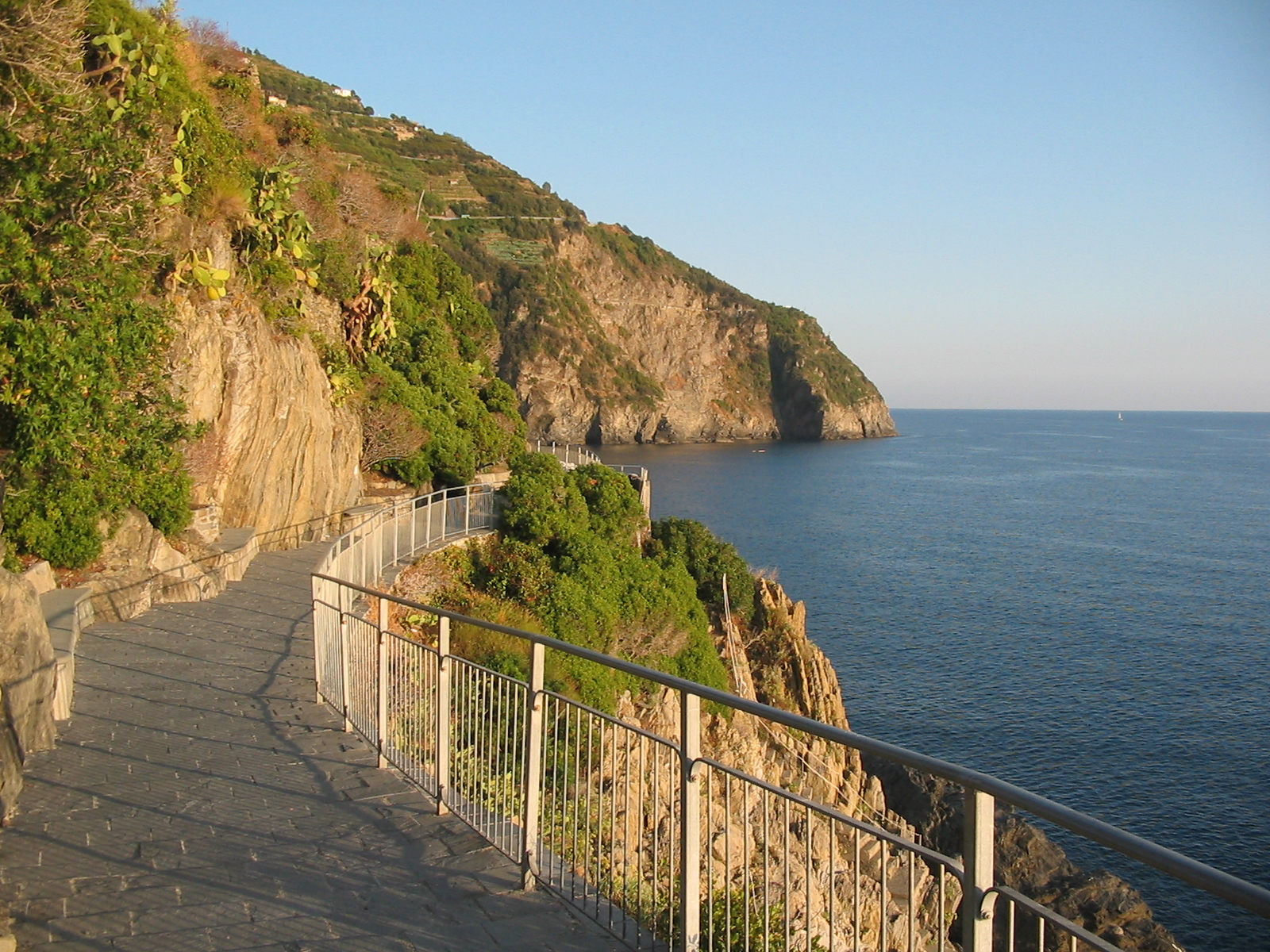